# 韦德尔布罗克
韦德尔布罗克是德国石勒苏益格－荷尔斯泰因州的一个市镇。总面积14.05平方公里，总人口1041人，其中男性505人，女性536人（2011年12月31日），人口密度74人/平方公里。